# Fehéroroszország elnökeinek listája
Ez a lista tartalmazza az Fehéroroszország elnökeit 1991-től egészen napjainkig.

## Fehérorosz Köztársaság (1991–napjainkig)

### A Legfelsőbb Tanács elnökei (1991–1994)
| Portré | Név                                                  | Hivatal kezdete      | Hivatal vége     |
| ------ | ---------------------------------------------------- | -------------------- | ---------------- |
|        | Sztanyiszlav Sztanyiszlavavics Suskevics (1934–2022) | 1991. szeptember 19. | 1994. január 26. |
|        | Vjacseszlav Nyikolajevics Kuznyecov (1947–)          | 1994. január 26.     | 1994. január 28. |
|        | Mjecsiszlav Ivanavics Hrib (1938–)                   | 1994. január 28.     | 1994. július 20. |

### Fehéroroszország elnöke (1994–)
| Portré                                                                                        | Név                                      | Hivatal kezdete  | Hivatal vége |
| --------------------------------------------------------------------------------------------- | ---------------------------------------- | ---------------- | ------------ |
|                                                                                               | Aljakszandr Rihoravics Lukasenka (1954–) | 1994. július 20. | hivatalban   |
| Aljakszandr Rihoravics Lukasenka választásának legitimitása vitatott (2020. szeptember 23. –) |                                          |                  |              |